# Cannizzarite
La cannizzarite è un minerale.